# Monasterio
Monasterio è uno dei comuni della Spagna. Appartiene alla comunità autonoma di Castiglia-La Mancia e conta 21 abitanti.